# Младенович, Марко (футболист)
Ма́рко Младе́нович (серб. Марко Младеновић; род. 30 января 2005, Нюртинген) — сербский футболист, атакующий полузащитник клуба «Войводина».

## Клубная карьера
Младенович — воспитанник немецких клубов «Штутгартер Киккерс» и «Айнтрахт». 13 апреля 2024 года в матче против «Штутгарта» он дебютировал в Бундеслиге в составе последних. В 2024 году Младенович вернулся на историческую родину став игроком клуба «Войводина», подписав контракт на четыре года. 14 сентября в матче против «Железничар» он дебютировал в сербской Суперлиге.